# Жермен Дюлак
Жермен Дюлак (на френски: Germaine Dulac) е френска режисьорка и критичка.

## Биография
Родена е на 17 ноември 1882 година в Амиен в семейството на офицер, произлизащ от фамилията индустриалци Шнайдер, но поради честите премествания на баща си е отгледана в Париж от своята баба. Интересува се от изкуство и се увлича от социализма и феминизма, като от 1909 година сътрудничи на феминистките издания „Франсез“ и „Фронд“, главно като театрален критик. Режисира първия си филм през 1915 година, а след Първата световна война е автор на първите експерименти с импресионизма и сюрреализма в киното с филми, като „Усмихващата се мадам Бьоде“ (La Souriante Madame Beudet, 1922) и „Раковината и свещеникът“ (La Coquille et le clergyman, 1928).
Жермен Дюлак умира на 20 юли 1942 година в Париж.

## Избрана филмография
| година | филм                       | оригинално заглавие         | бележки |
| ------ | -------------------------- | --------------------------- | ------- |
| 1923   | Усмихващата се мадам Бьоде | La Souriante Madame Beudet  |         |
| 1928   | Раковината и свещеникът    | La Coquille et le clergyman |         |